# Ioulia Ilina
Pour les articles homonymes, voir Ilina.
Ioulia Ilina (en russe : Юлия Ильина) est une ancienne joueuse de volley-ball russe née le 26 juin 1979. Elle mesure 1,81 m et jouait au poste d'attaquante.

## Clubs
| Club               | De        | À         |
| ------------------ | --------- | --------- |
| Faken Koursk       | 1994-1995 | 1994-1995 |
| Fortouna Moscou    | 1995-1996 | 1995-1996 |
| Rossy Moscou       | 1996-1997 | 1998-1999 |
| Loutch Moscou      | 1999-2000 | 2003-2004 |
| Dinamo Moscou      | 2004-2005 | 2004-2005 |
| CSKA Moscou        | 2005-2006 | 2007-2008 |
| Nadejda Serpoukhov | 2008-2009 | 2010-2011 |

## Palmarès
- Coupe de Russie
  - Vainqueur : 2005.